# Анджей Щипйорський
Анджей Щипйорський (пол. Andrzej Szczypiorski; 3 лютого 1928, Варшава, Польща — 16 травня 2000, Варшава, Польща) — польський письменник, політик, під час Другої світової війни — солдат Армії Людової, учасник Варшавського повстання, в'язень табору Заксенхаузен; з 70-х років — активіст опозиції в комуністичній Польщі, сенатор першої каденції.

## Життєпис
Виріс у науковому середовищі. Під час Другої світової війни навчався у підпільному університеті, співорганізатором якого був його батько Адам, історик і математик. У цей час приєднався до Армії Людової. У 1944 році взяв участь у Варшавському повстанні, був заарештований і ув'язнений у концтаборі Заксенхаузен, де залишався до 1945 року.
У 1946—1947 роках навчався на консульсько-дипломатичному відділенні академії політичних наук у Варшаві. У 1948—1951 роках він працював редактором щоденної газети «Zycie Warszawy», керівником Польського радіо в Катовицях (1950—1955), у період 1951—1956 років працював літературним директором Сілезького театру ім. Виспянського. У 1956—1958 роках був радником польського посольства в Данії, а потім, у 1964 році, редактором польського радіо у Варшаві, а в 1965—1975 роках — редактором тижневика «Політика», з 1971 по 1975 рік писав для щомісячника «Одра» у Вроцлаві.

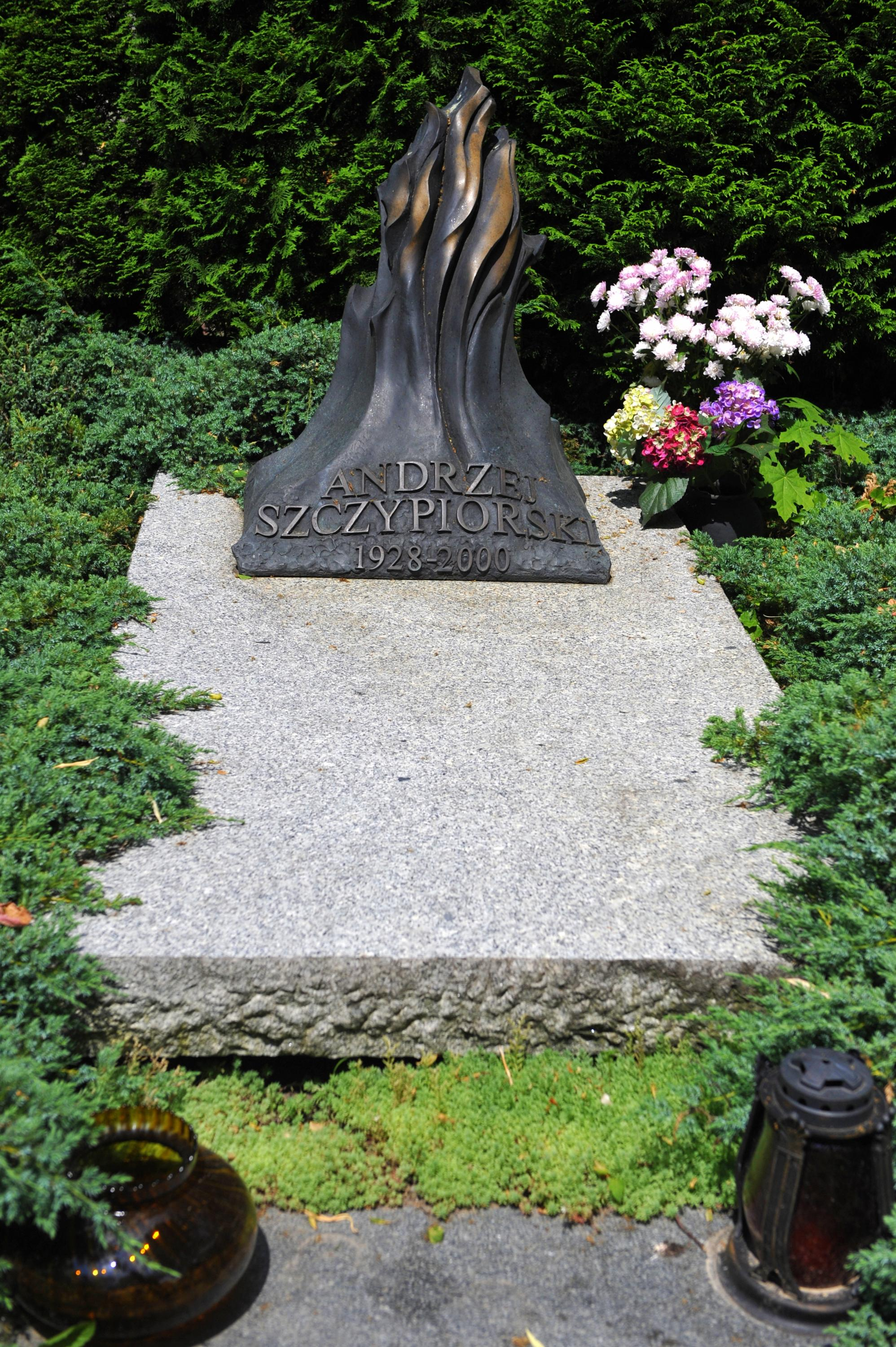
Могила Анджея Щипйорського, Кальвінстський цвинтар, Варшава

У 1952 році дебютував як літератор в журналі «Życie Literackie». Під псевдонімом Моріс С. Ендрюс написав кілька детективних романів, став членом Спілки польських письменників.
В кінці 70-х років приєднався до демократичної опозиції (KOR), був також співробітником Альянсу незалежності Польщі. З 1977 року часто публікувався в підпільних опозиційних газетах, що призвело до інтернування після оголошення в Польщі у грудні 1981 року воєнного стану. Після політичних змін у Польщі у 1989—1991 роках як представник Комітету громадян «Солідарність» і партії «Демократична унія» був обраний у Сенат Польщі першого скликання.
Працював над поліпшенням німецько-польських відносин, за що в 1995 році був нагороджений орденом «За заслуги перед ФРН». Виступав за зближення з Ізраїлем, очолював Товариство польсько-ізраїльської дружби.

## Твори
Представник «покоління Колумбів». У своїх роботах часто показував всю складність реальності і морального вибору, особливо в умовах крайньої небезпеки для життя. Найвідомішою роботою є роман «Початок» (в Німеччині опублікований під назвою «Прекрасна жінка Зейденман»), який не хотіли публікувати в Польщі, його опублікував 1986 року Літературний інститут у Парижі. Роман описує долю групи польських громадян під час війни і після неї. В інших творах Щипйорський описав полковника фон Штауффенберга як німецького героя і «людину честі».

### Обрані публікації
- 1961: Час минулий
- 1966: Подорож в кінець долини
- 1967: Кароль Сверчевський: 20-а річниця з дня смерті
- 1968: Неділя, час 21.10: вибрані радіо-фейлетони, 1964—1967
- 1971: Меса для Аррасу
- 1983: З блокнота військового стану
- 1986: Початок
- 1990: Американський віскі та інші оповідання
- 1991: Ніч, день і ніч
- 1994: Автопортрет жінки
- 1999: Гра з вогнем

## Нагороди
- Премія Польського авторського товариства ZAiKS (1963)
- Премія польського ПЕН-клубу (1972)
- Державна премія Австрії в області європейської літератури за життєві досягнення (1988)
- Премія Неллі Закс (1989)
- Премія «Золоте перо» за заслуги у зближенні народів Польщі та Німеччини (1998)